# (5757) Tichá
(5757) Tichá es un asteroide perteneciente al cinturón de asteroides descubierto el 6 de mayo de 1967 por Arnold R. Klemola y Carlos Ulrrico Cesco desde el observatorio de El Leoncito, Argentina.

## Designación y nombre
Tichá se designó al principio como 1967 JN.
Más tarde, en 1996, fue nombrado en honor de la astrónoma checa Jana Tichá.

## Características orbitales
Tichá orbita a una distancia media del Sol de 2,937 ua, pudiendo alejarse hasta 3,48 ua y acercarse hasta 2,394 ua. Tiene una inclinación orbital de 13,68 grados y una excentricidad de 0,1849. Emplea 1838 días en completar una órbita alrededor del Sol. El movimiento de Tichá sobre el fondo estelar es de 0,1958 grados por día.

## Características físicas
La magnitud absoluta de Tichá es 12,1. Tiene 21,05 km de diámetro y se estima su albedo en 0,0632.